# Ніколас Перейра
Ніколас Перейра (ісп. Nicolás Pereira; нар. 29 вересня 1970) — колишній венесуельський тенісист.
Найвищу одиночну позицію світового рейтингу — 74 місце досяг 22 липня 1996, парну — 44 місце — 19 листопада 1990 року.
Здобув 2 одиночні та 3 парні титули.
Найвищим досягненням на турнірах Великого шолома було 3 коло в одиночному та парному розрядах.
Завершив кар'єру 1997 року.

## Фінали ATP за кар'єру

### Одиночний розряд: 2 (2 перемоги)
| Легенда                                     |
| ------------------------------------------- |
| Турніри Великого шлема (0–0)                |
| Фінали Світового туру ATP (0–0)             |
| Серія Мастерс 1000 Світового Туру ATP (0–0) |
| Серія 500 Світового туру ATP (0–0)          |
| Серія 250 Світового туру ATP (2–0)          |

| Фінали за покриттям |
| ------------------- |
| Тверде (0–0)        |
| Ґрунт (1–0)         |
| Трава (1–0)         |
| Килим (0–0)         |

| Фінали за типом корту |
| --------------------- |
| Відкритий корт (2–0)  |
| Закритий корт (0–0)   |

| Результат | В-П | Дата     | Турнір           | Рівень        | Покриття | Суперник       | Рахунок       |
| --------- | --- | -------- | ---------------- | ------------- | -------- | -------------- | ------------- |
| Перемога  | 1–0 | Вер 1994 | Богота, Колумбія | Світова серія | Ґрунт    | Маурісіо Хадад | 6–3, 3–6, 6–4 |
| Перемога  | 2–0 | Лип 1996 | Ньюпорт, США     | Світова серія | Трава    | Грант Стеффорд | 4–6, 6–4, 6–4 |

### Парний розряд: 7 (3–4)
| Легенда                         |
| ------------------------------- |
| Турніри Великого шлема (0–0)    |
| Фінали Світового туру ATP (0–0) |
| Серія Мастерс ATP (0–0)         |
| Серія турнірів ATP (0–1)        |
| Світова серія ATP (3–3)         |

| Фінали за покриттям |
| ------------------- |
| Тверде (2–2)        |
| Ґрунт (1–1)         |
| Трава (0–0)         |
| Килим (0–1)         |

| Фінали за типом корту |
| --------------------- |
| Відкритий корт (3–3)  |
| Закритий корт (0–1)   |

| Результат | В-П | Дата     | Турнір                           | Рівень           | Покриття | Партнер               | Суперники                           | Рахунок                 |
| --------- | --- | -------- | -------------------------------- | ---------------- | -------- | --------------------- | ----------------------------------- | ----------------------- |
| Перемога  | 1–0 | Січ 1990 | Веллінгтон, Нова Зеландія        | Світова серія    | Тверде   | Келле Евернден        | Серхіо Касаль Еміліо Санчес Вікаріо | 6–4, 7–6                |
| Поразка   | 1–1 | Бер 1990 | Роттердам, Нідерланди            | Світова серія    | Килим    | Дієго Наргісо         | Леонардо Лаваль Хорхе Лосано        | 6–7, 4–6                |
| Перемога  | 2–1 | Січ 1991 | Веллінгтон, Нова Зеландія        | Світова серія    | Тверде   | Луїс Маттар           | Джон Леттс Жайме Онсінс             | 4–6, 7–6, 6–2           |
| Поразка   | 2–2 | Кві 1991 | Орландо, США                     | Світова серія    | Тверде   | Піт Сампрас           | Люк Єнсен Скотт Мелвілл             | 7–6(7–5), 6–7(6–8), 3–6 |
| Поразка   | 2–3 | Сер 1995 | Нью-Гейвен, США                  | Серія Чемпіоншип | Тверде   | Леандер Паес          | Рік Ліч Скотт Мелвілл               | 3–6, 7–5, 4–6           |
| Поразка   | 2–4 | Бер 1996 | Abierto Mexicano TELCEL, Мексика | Світова серія    | Ґрунт    | Еміліо Санчес Вікаріо | Доналд Джонсон Франсіско Монтана    | 2–6, 4–6                |
| Перемога  | 3–4 | Січ 1991 | Богота, Колумбія                 | Світова серія    | Ґрунт    | Давід Рікл            | Пабло Кампана Ніколас Лапентті      | 6–3, 7–6                |

## Фінали ATP Челленджер і ITF Ф'ючерс

### Одиночний розряд: 10 (5–5)
| Легенда              |
| -------------------- |
| ATP Челленджер (5–5) |
| ITF Ф'ючерс (0–0)    |

| Фінали за покриттям |
| ------------------- |
| Тверде (2–2)        |
| Ґрунт (3–3)         |
| Трава (0–0)         |
| Килим (0–0)         |

| Результат | В-П | Дата     | Турнір                          | Рівень     | Покриття | Суперник           | Рахунок       |
| --------- | --- | -------- | ------------------------------- | ---------- | -------- | ------------------ | ------------- |
| Перемога  | 1–0 | Сер 1991 | Lins, Бразилія                  | Челленджер | Ґрунт    | Луїс Лобо          | 2–6, 6–3, 7–6 |
| Перемога  | 2–0 | Сер 1991 | Сан-Паулу, Бразилія             | Челленджер | Ґрунт    | Мартін Стрінгарі   | 6–3, 6–2      |
| Поразка   | 2–1 | Вер 1991 | Мадейра (архіпелаг), Португалія | Челленджер | Тверде   | Байрон Блек        | 3–6, 4–6      |
| Поразка   | 2–2 | Сер 1992 | Сан-Паулу, Бразилія             | Челленджер | Ґрунт    | Мартін Стрінгарі   | 3–6, 6–3, 2–6 |
| Перемога  | 3–2 | Вер 1992 | Гуаружа, Бразилія               | Челленджер | Тверде   | Роберто Жабалі     | 6–4, 6–4      |
| Поразка   | 3–3 | Вер 1993 | Сан-Паулу, Бразилія             | Челленджер | Тверде   | Фернандо Мелігені  | 5–7, 2–6      |
| Поразка   | 3–4 | Жов 1993 | Калі, Колумбія                  | Челленджер | Ґрунт    | Маурісіо Хадад     | 6–7, 6–7      |
| Перемога  | 4–4 | Кві 1994 | Сан-Луїс-Потосі, Мексика        | Челленджер | Ґрунт    | Луїс Еррера        | 6–7, 6–2, 6–2 |
| Перемога  | 5–4 | Сер 1995 | Ріо-де-Жанейро, Бразилія        | Челленджер | Тверде   | Жоао Кунья е Сілва | 7–5, 6–3      |
| Поразка   | 5–5 | Лис 1995 | Сантьяго, Чилі                  | Челленджер | Ґрунт    | Ніколас Лапентті   | 6–7, 3–6      |

### Парний розряд: 14 (8–6)
| Легенда              |
| -------------------- |
| ATP Челленджер (7–6) |
| ITF Ф'ючерс (1–0)    |

| Фінали за покриттям |
| ------------------- |
| Тверде (3–4)        |
| Ґрунт (4–2)         |
| Трава (1–0)         |
| Килим (0–0)         |

| Результат | В-П | Дата     | Турнір                      | Рівень     | Покриття | Партнер            | Суперники                              | Рахунок       |
| --------- | --- | -------- | --------------------------- | ---------- | -------- | ------------------ | -------------------------------------- | ------------- |
| Перемога  | 1–0 | Лип 1991 | Салерно, Італія             | Челленджер | Ґрунт    | Маркос Ондруска    | Еміліо Бенфеле Альварес П'єтро Пеннізі | 6–4, 6–4      |
| Перемога  | 2–0 | Сер 1992 | Lins, Бразилія              | Челленджер | Ґрунт    | Жоао Кунья е Сілва | Кассіу Мотта Фернандо Роезе            | 6–3, 6–4      |
| Поразка   | 2–1 | Сер 1992 | Сан-Паулу, Бразилія         | Челленджер | Ґрунт    | Жоао Кунья е Сілва | Пабло Альбано Кассіу Мотта             | без гри       |
| Перемога  | 3–1 | Вер 1992 | Богота, Колумбія            | Челленджер | Ґрунт    | Маріо Табарес      | Вільям Кіріакос Фернандо Мелігені      | 7–6, 7–5      |
| Поразка   | 3–2 | Жов 1992 | Понте-Ведра, США            | Челленджер | Тверде   | Даніель Вацек      | Джаред Палмер Джим П'ю                 | 6–1, 3–6, 2–6 |
| Перемога  | 4–2 | Лип 1993 | Белу-Оризонті, Бразилія     | Челленджер | Тверде   | Рікардо Асіолі     | Фернандо Роезе Феліпе Рівера           | 7–6, 5–7, 6–3 |
| Поразка   | 4–3 | Вер 1993 | Каракас, Венесуела          | Челленджер | Тверде   | Даг Флек           | Річард Матушевскі Джон Салліван        | 6–7, 5–7      |
| Поразка   | 4–4 | Гру 1993 | Пейджет, Бермудські Острови | Челленджер | Ґрунт    | Мауріс Руа         | Марк Ноулз (тенісист) Джаред Палмер    | 1–6, 3–6      |
| Перемога  | 5–4 | Кві 1994 | Пуерто-Вальярта, Мексика    | Челленджер | Тверде   | Пабло Альбано      | Пол Кілдеррі Саймон Юл                 | 6–4, 3–6, 7–6 |
| Перемога  | 6–4 | Лип 1995 | Annenheim, Австрія          | Челленджер | Трава    | Дієго Наргісо      | Карстен Браш Єрн Ренценбрінк           | 6–7, 6–4, 7–6 |
| Перемога  | 7–4 | Сер 1995 | Бразиліа, Бразилія          | Челленджер | Тверде   | Жан-Філіпп Флер'ян | Ноам Бер Ліор Мор                      | 7–6, 6–2      |
| Поразка   | 7–5 | Сер 1995 | Ріо-де-Жанейро, Бразилія    | Челленджер | Тверде   | Жан-Філіпп Флер'ян | Жоао Кунья е Сілва Оскар Ортіс         | 5–7, 6–4, 1–6 |
| Поразка   | 7–6 | Жов 1995 | Монтеррей, Мексика          | Челленджер | Тверде   | Давід Рікл         | Марк Ноулз (тенісист) Деніел Нестор    | 6–3, 1–6, 4–6 |
| Перемога  | 8–6 | Тра 2001 | США F12, Галландейл         | Ф'ючерс    | Ґрунт    | Хосе де Армас      | Стів Берк Кайл Портер                  | 6–4, 2–6, 6–2 |

## Юніорські фінали турнірів Великого шолома

### Одиночний розряд: 3 (3 перемоги)
| Результат | Рік  | Турнір                               | Покриття | Суперник       | Рахунок  |
| --------- | ---- | ------------------------------------ | -------- | -------------- | -------- |
| Перемога  | 1988 | Відкритий чемпіонат Франції з тенісу | Ґрунт    | Магнус Ларссон | 7–6, 6–3 |
| Перемога  | 1988 | Вімблдонський турнір                 | Трава    | Гійом Рау      | 7–6, 6–2 |
| Перемога  | 1988 | Відкритий чемпіонат США з тенісу     | Тверде   | Ніклас Культі  | 6–1, 6–2 |

## Досягнення
| W | Ф | ПФ | ЧФ | #Р | КТ | К# | DNQ | A | NH |

### Одиночний розряд
| Турніри Великого шлему                 |     |     |     |     |     |     |     |     |     |     |        |      |     |
| Відкритий чемпіонат Австралії з тенісу |     |     | 2р  | К3р |     | 1р  |     | 2р  | К2р | 1р  | 0 / 4  | 2–4  | 33% |
| Відкритий чемпіонат Франції з тенісу   |     | 2р  | 1р  |     |     |     |     |     | 1р  | К2р | 0 / 3  | 1–3  | 25% |
| Вімблдонський турнір                   | К1р | 1р  |     |     | К2р | 1р  | 2р  | 1р  | 2р  | 1р  | 0 / 6  | 2–6  | 25% |
| Відкритий чемпіонат США з тенісу       |     | 1р  |     |     | К1р | 2р  | 1р  | 3р  | 1р  | К2р | 0 / 5  | 3–5  | 38% |
| В-П                                    | 0–0 | 1–3 | 1–2 | 0–0 | 0–0 | 1–3 | 1–2 | 3–3 | 1–3 | 0–2 | 0 / 18 | 8–18 | 31% |
| Серія Мастерс ATP                      |     |     |     |     |     |     |     |     |     |     |        |      |     |
| Відкритий чемпіонат Маямі з тенісу     |     | 1р  | 1р  |     |     |     | 1р  |     | 3р  |     | 0 / 4  | 2–4  | 33% |
| Рим                                    |     | К1р |     |     |     |     |     |     |     |     | 0 / 0  | 0–0  | –   |
| Мастерс Канада                         |     | ЧФ  |     |     |     |     | 2р  |     |     |     | 0 / 2  | 4–2  | 67% |
| Мастерс Цинциннаті                     |     |     | 2р  |     |     |     | К1р |     |     |     | 0 / 1  | 1–1  | 50% |
| Париж                                  |     |     |     |     |     | К2р |     |     |     |     | 0 / 0  | 0–0  | –   |
| В-П                                    | 0–0 | 3–2 | 1–2 | 0–0 | 0–0 | 0–0 | 1–2 | 0–0 | 2–1 | 0–0 | 0 / 7  | 7–7  | 50% |

### Парний розряд
| Турніри Великого шлему                 |     |     |     |     |     |     |     |     |     |     |        |       |     |
| Відкритий чемпіонат Австралії з тенісу |     |     | 1р  | 2р  |     | 1р  |     | 1р  | 2р  | 1р  | 0 / 6  | 2–6   | 25% |
| Відкритий чемпіонат Франції з тенісу   |     | 1р  | 3р  | 1р  |     |     |     |     | 1р  | 1р  | 0 / 5  | 2–5   | 29% |
| Вімблдонський турнір                   | К1р | 3р  | 2р  |     | К1р | 2р  | 1р  |     | 2р  | 1р  | 0 / 6  | 5–6   | 45% |
| Відкритий чемпіонат США з тенісу       |     | 2р  | 1р  |     |     | 1р  | 1р  | 1р  | 3р  | 1р  | 0 / 7  | 3–7   | 30% |
| В-П                                    | 0–0 | 3–3 | 3–4 | 1–2 | 0–0 | 1–3 | 0–2 | 0–2 | 4–4 | 0–4 | 0 / 24 | 12–24 | 33% |
| Серія Мастерс ATP                      |     |     |     |     |     |     |     |     |     |     |        |       |     |
| Відкритий чемпіонат Маямі з тенісу     |     |     | 1р  | 2р  | 1р  |     | 2р  |     | 2р  |     | 0 / 5  | 3–5   | 38% |
| Рим                                    |     | 2р  |     | 2р  |     |     |     |     |     |     | 0 / 2  | 2–2   | 50% |
| Мастерс Канада                         |     | 1р  | 2р  |     |     |     | 2р  |     |     |     | 0 / 3  | 2–3   | 40% |
| Мастерс Цинциннаті                     |     |     | 1р  |     |     |     | 1р  |     |     |     | 0 / 2  | 0–2   | 0%  |
| В-П                                    | 0–0 | 1–2 | 1–3 | 2–2 | 0–1 | 0–0 | 2–3 | 0–0 | 1–1 | 0–0 | 0 / 12 | 7–12  | 37% |